# João Asser
Asser (também João Asser, Asserius Menevensis; morto em 908/909) foi um monge galês de St Davids, Dyfed, que se tornou Bispo de Sherborne na década de 890. Por volta de 885, foi convidado por Alfredo, o Grande para deixar St Davids e juntar-se ao círculo de homens instruídos que Alfredo estava recrutando para sua corte. Depois de passar um ano em Caerwent por motivo de doença, Asser aceitou o convite.
Em 893 Asser escreveu uma biografia de Alfredo, chamada A vida do rei Alfredo. O manuscrito sobreviveu aos tempos modernos em um só exemplar, que fazia parte da biblioteca Cotton. Essa cópia foi destruída em um incêndio em 1731, mas as transcrições que foram feitas anteriormente, junto com o material do trabalho de Asser que foi incluído por outros antigos escritores, permitiram que o trabalho fosse reconstruído. A biografia é a principal fonte de informações sobre a vida de Alfredo e fornece muito mais informações sobre Alfredo do que se sabe sobre qualquer um dos primeiros governantes ingleses. Asser auxiliou Alfredo em sua tradução da Regra Pastoral do Papa Gregório I, e possivelmente em outros trabalhos.
Asser às vezes é citado como fonte para a lenda de Alfredo ter fundado a Universidade de Oxford, o que é agora conhecido ser falsa. A curta passagem fazendo esta reivindicação foi interpolada por William Camden em sua edição de 1603 da Vida de Asser. Dúvidas também têm sido levantadas de tempos em tempos sobre se toda a Vida é uma falsificação, escrita por um autor um pouco mais tarde, mas é agora quase universalmente aceita como genuína.

## Nome e juventude
Asser (conhecido também como João Asser ou Asserius Menevensis) foi um monge galês que viveu no final do século IX. Quase nada se sabe do início da vida de Asser. O nome Asser é provável que tenha sido tirado de Aser, o oitavo filho de Jacó no Gênesis. Nomes do Antigo Testamento eram comuns no País de Gales, naqueles tempos, mas foi sugerido que este nome talvez possa ter sido adotado no momento em que Asser entrou para a Igreja. Asser podia estar familiarizado com a obra de São Jerônimo sobre o significado dos nomes hebreus ("Asser" significando "abençoado"), por isso é possível que o nome de nascimento de Asser tenha sido "Gwyn" (ou "Guinn"), correspondente em galês para "bem-aventurado" (ou "bem-aventurança").
De acordo com sua Vida do rei Alfredo, Asser era um monge em St Davids no que era então o reino de Dyfed, no sudoeste do País de Gales. Ele também deixa claro que foi criado na região, e foi tonsurado, treinado e ordenado lá. Menciona também Nobis, bispo de St Davids, que morreu cerca de 873 ou 874, como sendo seu parente.

## Recrutamento por Alfredo e período na corte
Muito do que se sabe sobre Asser vem de sua biografia de Alfredo, em particular, uma pequena seção na qual Asser conta como Alfredo o recrutou para ser um estudioso em sua corte. Alfredo dava muita importância ao valor da aprendizagem e recrutou homens de toda a Grã-Bretanha e da Europa continental para fundar um centro acadêmico em sua corte. Não se sabe como Alfredo ouviu falar de Asser, mas certamente está relacionado à soberania de Alfredo sobre o sul do País de Gales. Vários reis, incluindo Hywel ap Rhys de Glywysing e Hyfaidd de Dyfed (onde o mosteiro de Asser se localizava), eram subordinados a Alfredo em 885. Asser dá um relato bastante detalhado desses fatos. Há uma carta de Hywel datada de aproximadamente 885 afirmando essa submissão; entre as testemunhas está um "Asser", que pode ser a mesma pessoa do monge galês. Por isso, é possível que a relação de Alfredo com os reis do sul do País de Gales tenha levado o nome de Asser até Alfredo.
Asser relata que encontrou Alfredo pela primeira vez na propriedade real de Dean, Sussex (atual East Dean e West Dean, West Sussex). Asser fornece apenas um evento datável em sua história: a Festa de São Martinho, em 11 de novembro de 887, quando Alfredo decidiu aprender a ler latim. Já algum tempo trabalhando para Alfredo, parece mais provável que Asser tenha sido então recrutado no início de 885.
A resposta de Asser para o pedido de Alfredo foi a de pedir algum tempo para considerar a oferta, pois sentia que seria injusto abandonar seu cargo atual em favor do reconhecimento mundano. Alfredo concordou, mas também sugeriu que ele deveria passar metade do seu tempo em St Davids e metade com Alfredo. Asser novamente pediu tempo para pensar, mas finalmente decidiu retornar a Alfredo com uma resposta em seis meses. Em seu retorno ao País de Gales, no entanto, Asser adoeceu em decorrência de uma febre e ficou confinado ao mosteiro de Caerwent por doze meses e uma semana. Alfredo lhe escreveu para saber da causa do atraso, e Asser respondeu que iria manter a sua promessa quando estivesse totalmente recuperado. Em 886, já restabelecido da doença, Asser concordou em dividir o seu tempo entre o País de Gales e a corte de Alfredo, como Alfredo havia sugerido. Os companheiros em St Davids apoiaram sua decisão, pois consideravam que a influência de Asser para com Alfredo evitaria "aflições prejudiciais e lesões nas mãos do rei Hyfaidd (que frequentemente atacava o mosteiro e a jurisdição de St Davids)".
Asser se juntou a vários outros estudiosos notáveis na corte de Alfredo, incluindo Grimbaldo e João, o Antigo saxão; todos os três, provavelmente, chegaram à corte de Alfredo com a diferença de um ano de um para outro. A sua primeira permanência prolongada com Alfredo foi na propriedade real em Leonaford, provavelmente de abril a dezembro de 886. Não se sabe qual a real localização de Leonaford; presume-se que seja Landford, em Wiltshire. Asser registra que leu em voz alta para o rei os livros que estavam disponíveis. Na véspera do Natal de 886, após ter negado a Asser por diversas vezes permissão para retornar ao País de Gales, Alfredo doou-lhe os mosteiros de Congresbury e Banwell, juntamente com um manto de seda e uma quantidade de incenso "tão pesado quanto um homem corpulento". Ele permitiu que Asser visitasse suas novas propriedades e dali retornasse para St Davids.
Posteriormente Asser parece ter dividido o seu tempo entre o País de Gales e a corte de Alfredo. Asser não dá qualquer informação sobre seu tempo passado no País de Gales, mas menciona vários lugares que visitou na Inglaterra, incluindo o campo de batalha em Ashdown, Countisbury (que ele chama de Cynuit) e Athelney. Fica evidente, a partir dos relatos de Asser, que ele passou boa parte do tempo com Alfredo: ele narra o encontro com a sogra de Alfredo, Eadburh (que não é a mesma Eadburh que morreu na pobreza em Pavia), em muitas ocasiões; e diz ter visto frequentemente Alfredo praticando caça.

## Bispo de Sherborne
Em algum momento entre 887 e 892, Alfredo doou a Asser o mosteiro de Exeter. Asser posteriormente se tornou bispo de Sherborne, apesar do ano da sucessão ser desconhecido. O antecessor de Asser como bispo de Sherborne, Vulfsige, é conhecido por ter atestado um documento em algum momento entre 890 e 896. O primeiro registro de Asser nesse cargo foi em 900, quando surge como testemunha de uma carta de concessão; portanto, a sucessão só pode ser datada entre os anos 890 e 900. Em todo caso, Asser já tinha sido um bispo antes da sua nomeação para a sé de Sherborne, uma vez que se sabe que Wulfsige recebeu uma cópia da Regra Pastoral traduzida por Alfredo na qual Asser é descrito como um bispo.
É possível que Asser tenha sido um bispo sufragâneo dentro da sé de Sherborne, mas em vez disso pode ter sido um bispo de St Davids. Ele está listado como tal no Itinerarium Cambriae de Giraldus Cambrensis, embora este tenha sido escrito três séculos mais tarde, em 1191 e, portanto, pode não ser confiável. Uma pista contemporânea é encontrada nos próprios escritos de Asser: ele menciona que os bispos de St Davids às vezes eram expulsos pelo rei Hyfaidd e acrescenta que "ele até me expulsou algumas vezes". Isso pode indicar que Asser foi um bispo de St Davids.

## A vida do Rei Alfredo
Em 893 Asser escreveu uma biografia de Alfredo intitulada A Vida do Rei Alfredo; no original em latim, o título é Vita Ælfredi regis Angul Saxonum. A data é conhecida a partir de menção da idade do rei no texto de Asser. O trabalho, que conta com menos de vinte mil palavras, é uma das mais importantes fontes de informação sobre Alfredo, o Grande.
Asser se baseou em uma variedade de textos para escrever sua Vida. O estilo é semelhante ao de duas biografias de Luís I, o Piedoso: Vita Hludovici Imperatoris, escrita c. 840 por um autor desconhecido geralmente chamado de "o Astrônomo", e Vita Hludowici Imperatoris por Thegan de Trier. É possível que Asser tenha conhecido essas obras. Ele também já havia lido a Historia ecclesiastica gentis Anglorum de Beda; a Historia Brittonum, uma fonte galesa; a Vida de Alcuíno; e a Crônica Anglo-Saxônica. Fica também claro no texto que Asser estava familiarizado com a Eneida de Virgílio, com o poema "Carmen Paschale" de Célio Sedúlio, De Virginitate de Adelmo, e Vita Caroli Magni ("A vida de Carlos Magno") de Eginhardo. Ele cita a Regra Pastoral de Gregório Magno, um trabalho que ele e Alfredo posteriormente colaboraram na tradução, e o  Enchiridion de Agostinho de Hipona. Cerca da metade da Vida é pouco mais que uma tradução de parte da Crônica Anglo-Saxônica para os anos 851-887, embora Asser acrescente opiniões pessoais e interpole informações sobre a vida de Alfredo. Asser também adiciona material relativo aos anos posteriores a 887 e opiniões gerais sobre o caráter e o reinado de Alfredo.
O estilo prosa de Asser tem sido criticado por possuir sintaxe fraca, pretensões estilísticas, e exposição ilegível. Seu uso frequente de palavras arcaicas e incomuns dá a sua prosa um sabor barroco que é comum em autores latinos insulares do período. Utiliza várias palavras que são peculiares de fontes franco-latinas. Isso levou a especulações de que foi educado, pelo menos em parte, na Frância, mas também é possível que tenha adquirido esse vocabulário de estudiosos francos a ele associados na corte, como Grimbald.
A Vida termina abruptamente, sem considerações finais e é considerado que o manuscrito foi provavelmente um projeto incompleto. Asser viveu mais quinze ou dezesseis anos e Alfredo mais seis, mas nenhum eventos após 893 foi registrado.
É possível que a obra tenha sido escrita com a intenção de atingir principalmente o público galês. Asser se esforçou para explicar a geografia local, uma vez que considerava os leitores não familiarizados com as áreas que ele descreveu. Mais especificamente, em vários pontos ele dá um nome inglês e segue com o equivalente em galês, mesmo no caso de Nottingham, o que parece improvável de ter tido um nome galês nativo. Em consequência, e dado que a soberania de Alfredo sobre o sul do País de Gales era recente, pode ser que Asser buscou com seu trabalho familiarizar o leitor galês com as qualidades pessoais de Alfredo e reconciliá-los com seu governante. Porém, é também possível que a inclusão de nomes de lugares galeses por Asser simplesmente reflita um interesse na etimologia ou na existência de um público galês na corte do rei, em vez de no País de Gales. Há também seções, como o apoio ao programa de fortificação de Alfredo que dão a impressão de estarem no livro destinadas ao público inglês.
A Vida de Asser omite qualquer menção de conflitos internos ou dissidências no reinado de Alfredo, embora mencione que Alfredo precisava punir severamente aqueles que demoravam em executar as ordens de Alfredo para fortalecer o reino, ele deixa claro que Alfredo tinha que impor a obediência. A Vida de Asser é um tratamento unilateral de Alfredo, levando-se em conta que Alfredo estava vivo quando foi escrita, é pouco provável que contenha erros grosseiros de fato.
Além de ser a principal fonte para a vida de Alfredo, o trabalho de Asser é também uma fonte para outros períodos históricos, onde ele adiciona material à sua tradução da Crônica Anglo-Saxônica. Por exemplo, ele conta uma história sobre Adbura, filha de Offa da Mércia. Adbura casou com Beortrico, rei dos saxões ocidentais. Asser a descreve como tendo um comportamento de "tirana" e, que por fim, acidentalmente envenenou Beortrico na tentativa de assassinar outra pessoa. Ele termina com a descrição de sua morte como uma mendiga em Pavia. Esta Adbura não é a sogra de  Alfredo, também chamada Adbura, a quem Asser menciona em outro lugar.

## Manuscritos deA Vida do Rei Alfredo
O manuscrito original da Vida não parece ter sido amplamente divulgado nos tempos medievais. Sabe-se que apenas uma cópia sobreviveu até os tempos modernos. É conhecida como Cotton MS Otho A xii, e foi acervo da biblioteca Cotton. Foi escrita por volta do ano 1000 e destruída em um incêndio em 1731. A falta de distribuição pode ser porque Asser não terminou o manuscrito e, portanto, não produziu cópias dele. Porém, o material na Vida é reconhecível em outros trabalhos. Há alguma evidência de antigos escritores de acesso a versões da obra de Asser, como se segue:
- Birteferto de Ramsey incluiu grandes seções dela em Historia Regum, um trabalho histórico, que ele escreveu no final do século X ou início do século XI. Ele pode ter consultado o manuscrito Cotton. (A Historia Regum foi recentemente atribuída a Simeão de Durham.)
- O autor anônimo de Encomium Emmae Reginae (escrito no início da década de 1040) estava aparentemente familiarizado com a Vida, embora não se saiba como ele soube dela. O autor era um monge de Saint Bertino em Flandres, mas pode ter tido contato com a obra na Inglaterra.
- O cronista conhecido como Florence de Worcester incorporou partes da Vida de Asser em sua crônica, no início do século XII; novamente, ele pode ter consultado também o manuscrito Cotton.
- Um cronista anônimo de Bury St Edmunds, trabalhando no segundo quarto do século XII, produziu uma compilação atualmente conhecida como Os Anais de Saint Neots. Ele empregou material de uma versão da obra de Asser, que difere em alguns pontos do manuscrito de Cotton e em outros parece ser mais exato, por isso, é possível que a cópia utilizada não fosse o manuscrito Cotton.
- Giraldus Cambrensis escreveu uma Vida de São Etelberto, provavelmente em Hereford durante a década de 1190. Ele cita um incidente de Asser, que ocorreu durante o reinado de Offa da Mércia, morto em 796. Este incidente não está nas cópias sobreviventes do manuscrito. É possível que Giraldus tivesse acesso a uma cópia diferente do trabalho de Asser. Também é possível que ele tenha citado uma obra diferente de Asser, que seja desconhecida, ou mesmo que Giraldus tenha feito a referência a Asser para sustentar sua história. Esta última hipótese é no mínimo plausível, uma vez que Giraldus nem sempre é considerado um escritor confiável.

A história do manuscrito Cotton em si é bastante complexa. A lista dos primeiros escritores acima menciona que ele pode ter estado na posse de pelo menos dois deles. Esteve na posse de John Leland, o antiquário, na década de 1540. Provavelmente ficou disponível depois da dissolução dos mosteiros, quando a propriedade de muitas casas religiosas foram confiscadas e vendidas. Leland morreu em 1552 e sabe-se que o manuscrito passou para a posse de Matthew Parker até sua própria morte em 1575. Embora Parker tenha deixado a maior parte de sua biblioteca para o Corpus Christi College, Cambridge, o manuscrito Cotton não foi incluído. Em 1600, ele estava na biblioteca de Lorde Lumley e em 1621 o manuscrito ficou na posse de Robert Cotton. A biblioteca de Cotton foi transferida em 1712 da Cotton House em Westminster para a Essex House em Strand e, em seguida, mudou-se novamente em 1730 para Ashburnham House em Westminster. Na manhã de sábado, 23 de outubro de 1731, um incêndio destruiu o manuscrito.
Como consequência, o texto da Vida de Asser é conhecido a partir de uma multiplicidade de fontes diferentes. Várias transcrições foram feitas do manuscrito Cotton e um fac-símile da primeira página do manuscrito foi feito e publicado, dando evidência mais direta para a mão do escriba. Além destas transcrições, os extratos acima mencionados feitos por outros autores foram utilizados para ajudar a montar e avaliar o texto. Por causa da falta do próprio manuscrito e porque as anotações de Parker tinham sido copiadas por alguns copistas, como se fizessem parte do texto original, as edições acadêmicas tiveram um fardo difícil. Houve várias edições de A Vida publicadas em latim e em tradução. A edição crítica de 1904 por W. H. Stevenson, Vida de Asser do Rei Alfredo, juntamente com os Anais de Saint Neots erroneamente atribuídos a Asser, ainda fornece o texto padrão. Uma tradução recente importante, com notas completas sobre os problemas acadêmicos e edições, é Alfred the Great: Asser's Life of King Alfred and Other Contemporary Sources por Simon Keynes e Michael Lapidge.

## Lenda da fundação de Oxford
Em 1603 o antiquário William Camden publicou uma edição da Vida de Asser na qual aparece a história de uma comunidade de estudiosos de Oxford, que foi visitada por Grimbaldo:

No ano de nosso Senhor de 886, no segundo ano da chegada de São Grimbaldo à Inglaterra, a Universidade de Oxford teve início ... João, monge da igreja de St Davids, dava palestras sobre lógica, música e aritmética; e João, o monge, colega de São Grimbaldo, um homem de grandes peças e um estudioso universal, ensinava geometria e astronomia perante o mais glorioso e invencível Rei Alfredo.

Não há suporte para isso em qualquer fonte conhecida. Camden baseou sua edição no manuscrito de Parker e em outras transcrições das quais não inclui qualquer tipo de material. Hoje em dia se reconhece que esta é uma interpolação de Camden, apesar de a própria lenda ter surgido pela primeira vez no século XIV. Os livros mais antigos sobre Alfredo, o Grande incluem a lenda, por exemplo: Alfred the Great de 1849 por Jacob Abbott diz que "Uma das maiores e mai importante medida que Alfredo adotou para o aperfeiçoamento intelectual de seu povo foi a fundação da grande Universidade de Oxford."

## Alegação de falsificação
Durante os séculos XIX e XX, vários estudiosos afirmaram que a biografia de Asser do rei Alfredo não era autêntica, mas uma falsificação. A alegação de destaque foi feita em 1964 pelo historiador respeitado Vivian Hunter Galbraith em seu ensaio "Quem Escreveu a Vida de Alfredo de Asser ?" Galbraith argumentou que havia anacronismos no texto que significava que não poderia ter sido escrito durante a vida de Asser. Por exemplo, Asser usa "rex Angul Saxonum" ("rei dos anglo-saxões") para se referir a Alfredo. Galbraith afirmou que esse uso não aparece até o final do século X. Galbraith também identificou o emprego de "parochia" para se referir a Exeter como um anacronismo, argumentando que deveria ser traduzido como "diocese" e, portanto, que se referia ao bispado de Exeter, que só foi criado após 1050. Galbraith identificou o verdadeiro autor como Leofrico, que se tornou bispo de Devon e Cornwall em 1046. O motivo de Leofrico, segundo Galbraith, foi para justificar o restabelecimento de sua sede em Exeter, demonstrando um precedente para o arranjo.
O título de "rei dos anglo-saxões", no entanto, ocorre de fato nas cartas régias que datam de antes de 892 e "parochia" não significa necessariamente "diocese", mas às vezes pode se referir apenas à jurisdição de uma igreja ou mosteiro. Além disso, existem outros argumentos contrários a Leofrico ter sido o falsificador. Além do fato de que Leofrico conhecia muito pouco sobre Asser e assim teria sido improvável a construção de uma falsificação plausível, há fortes indícios de que a data do manuscrito Cotton seja o ano 1000. O uso aparente de material de Asser em outros trabalhos anteriores que antecedem Leofrico também pesam contra a teoria de Galbraith. Os argumentos de Galbraith foram refutados para a satisfação da maioria dos historiadores por Dorothy Whitelock em Genuine Asser, em 1967.
Mais recentemente, em 1995, o professor Alfred P. Smyth argumentou que a Vida é uma falsificação de Birtfero (que simplesmente 'adotou' o nome do obscuro Asser das referências a ele em outros registros), baseando o seu caso, principalmente em uma análise do vocabulário latino de Birteferto e de Asser. O motivo de Birteferto, de acordo com Smyth, é emprestar o prestígio de Alfredo ao movimento de reforma monástica beneditina do final do século X. Os argumentos mais fortes para a falsificação são de que: a) não há realmente nenhuma informação nova em 'Asser' que não pode ser encontrada na sobrevivente Crônica Anglo-Saxônica, de modo que não é contemporânea a Alfredo como ela afirma; b) que o tradução latina é simplesmente tirada da narrativa da Crônica e intercalada com o preenchimento de nenhuma importância; c) que escrever em latim uma narrativa contemporânea era anacrônico; d) que grande parte da alegada doença de Alfredo em 'Asser' é levantada de convenções hagiográficas padronizadas e da mesma forma, portanto, são as reivindicações de 'Asser' como para o desenvolvimento educacional e realizações de Alfredo; e e) que grande parte da datação em 'Asser' que se baseia na idade de Alfredo pode ser mostrada como incorreta e pode ser atribuída ao erros cometidos durante as revisões posteriores do texto da Crônica, de modo que 'Asser' não pode ter sido um contemporâneo de Alfredo.
Embora pouquíssimos historiadores tenham dúvidas sobre a autenticidade do trabalho, a maioria dos estudiosos anglo-saxões não consideram esses argumentos persuasivos. A oposição mais dura ao trabalho de Smyth veio do ex-professor de Cambridge Michael Lapidge e do professor Simon Keynes, ainda um eminente professor de Cambridge, coautores de um livro sobre Alfredo, o Grande. Ambos argumentaram que a análise do texto latino feita por Smyth, que dependeu fortemente das opiniões de outros acadêmicos que ajudaram com o livro de Smyth, é fatalmente falha.

## Outras obras e data da morte
Além da Vida do Rei Alfredo, Asser é creditado por Alfredo como um dos vários estudiosos que o ajudaram com a tradução da Regula Pastoralis (Regra Pastoral} do Papa Gregório I. O historiador Guilherme de Malmesbury, escrevendo no século XII, acreditava também que Asser ajudou Alfredo com sua tradução de Boécio.
Os Annales Cambriae, um conjunto de anais galeses que, provavelmente, foram mantidos em St Davids, registram a morte de Asser no ano 908. A Crônica Anglo-Saxônica registra a seguinte entrada como parte da entrada para 909 ou 910 (em diferentes versões da crônica): "Aqui Frithustan sucedeu ao bispado em Winchester, e depois disso Asser, que foi bispo em Sherborne, partiu." O ano dado pela crônica era incerto, porque diferentes cronistas iniciaram o novo ano em diferentes datas de calendário, e a data da morte de Asser é geralmente dada como 908/909.